# Nemeris albocrenulata
Nemeris albocrenulata là một loài bướm đêm trong họ Geometridae.